# Hernán Lanvers
Hernan Lanvers (Córdoba, Argentina; 8 de febrero de 1963), a veces abreviado H. Lanvers, es un médico y escritor argentino.

## Biografía

### Primeros años
Lanvers nació en la ciudad de Córdoba en 1963. Vivió en Comodoro Rivadavia (Chubut) en la Provincia de Buenos Aires, en la Ciudad de Buenos Aires y en Córdoba. Trabajó de mozo de restaurante, lavacopas, guardavidas, remisero, vendedor de juguetes, vendedor de alfajores, librero, entre otros trabajos que incluyeron la atención de un puesto de venta de choripanes durante el Mundial de Fútbol de 1986. Estudió en la U.B.A. y en la Universidad Nacional de Córdoba, en dónde se graduó como Médico Cirujano.Jugó al rugby en el Jockey Club Córdoba hasta los 44 años. Ha viajado por los cinco continentes al menos dos veces y ha estado en África en 16 ocasiones. Su Charla TEDx sobre cómo logró que publicaran su primer libro Bestseller fue visto por más de 100.000 personas en sus tres versiones. Fue declarado Personalidad Destacada de la Cultura, en 2019, por la Ciudad de Córdoba.

### Carrera como escritor
Escribió su primer novela, África: Hbres como Dioses, que llegó a ser Número 1 de Ventas en Argentina y que hasta fue elogiado por el famoso Wilbur Smith, que tuvo acceso a su Edición en Idioma Inglés y cuyo comentario forma parte de la portada de sus últimos libros.  Fue elogiado por Escritores como Félix Luna, Alejandro Dolina, Jorge Fernández Díaz, García Hamilton y por los dos más prestigiosos Críticos Literarios de Argentina: Luis Chitarroni y Noé Jitrik. A este libro le siguen otros cuatro que continúan la saga África, que fueron un éxito de ventas en Argentina y otros países de habla hispana. Publicó cinco novelas que lo convirtieron, junto al gran Wilbur Smith, en uno de los dos escritores de novelas ambientadas en África más leidos del mundo. En 2015 decidió dedicarse a un Plan de Promoción de la Lectura y dió cientos de Charlas en Escuelas Rurales y Colegios Secundarios de Argentina en donde hizo una Donación de 3.200 libros nuevos comprados con dinero propio.

## Obra: Saga África, formada por las siguientes cinco novelas, en orden cronológico de desarrollo:
- África: Hombres como dioses
- África: Sangran los reyes
- África: Cazadores de gloria
- África: Harenes de piedra.                               y África: Tormenta de libertad